# Brouviller
Brouviller é uma comuna francesa na região administrativa de Grande Leste, no departamento de Mosela. Estende-se por uma área de 11,24 km². Em 2010 a comuna tinha 441 habitantes (densidade: 39,2 hab./km²).